# Stigmatophora torrens
Stigmatophora torrens là một loài bướm đêm thuộc phân họ Arctiinae, họ Erebidae.